# Arenaria pycnophylla
Arenaria pycnophylla là loài thực vật có hoa thuộc họ Cẩm chướng. Loài này được Rohrb. mô tả khoa học đầu tiên năm 1872.